# Pieter de Molijn
Pieter de Molijn o Molyn (Londra, 6 aprile 1595 – Haarlem, 23 marzo 1661) è stato un pittore e incisore olandese del secolo d'oro.

## Biografia
Fu battezzato nella chiesa riformata olandese di Austin Friars a Londra. Poco si conosce della sua prima formazione, probabilmente compì un viaggio in Italia e nel 1616 divenne membro della Gilda di San Luca di Haarlem. Fu un contemporaneo di Jacob Pynas. Sposò Geertuyt Huygen de Bie. Tra il 1616 e il 1627 visse a Delft, dove, rimasto vedovo, contrasse un secondo matrimonio con Geertruyt de Roovere di Amsterdam.
Probabilmente De Molijn fu un allievo di Esaias van de Velde. A sua volta ebbe numerosi allievi, fra cui Gerard ter Borch il Vecchio e suo figlio, Jan Coelenbier, Allart van Everdingen, Christian de Hulst, Anthony Molijn (1635-1702) e Jan Wils. De Molijn divenne celebre per i suoi paesaggi, ma dipinse anche opere di genere, scene marine, ritratti e vedute architettoniche.

## Pieter de Molijn il Giovane ("Pietro Tempesta")
Secondo Arnold Houbraken, Pieter de Molijn ebbe un figlio di nome Pieter (1637–1701) anch'egli valente pittore, che in giovane età si trasferì a Roma e divenne membro dei Bentvueghels con il soprannome di Tempesta. Aveva pressappoco 50 anni quando Isaac de Moucheron soggiornò a Roma nel 1697. Si specializzò in scene di caccia, seguendo la maniera di Frans Snyders. A Genova fu incarcerato per 16 anni per aver assassinato sua moglie. In prigione fu visitato da Jan Visser, altro pittore dei Bentvueghels noto come Slempop. Quando i francesi bombardarono la città nel 1684, fu rilasciato e fuggì a Parma, ove visse fino a tarda età, dipingendo con due occhiali, uno sopra l'altro.
Secondo lo storico dell'arte Marcel Roethlisberger, il soprannome Pietro Tempesta fu dato a un altro pittore di Haarlem, Pieter Mulier, pittore di navi in mari in tempesta. Secondo RKD l'unico dei figli di Pieter de Molijn a proseguire l'attività di pittore sarebbe stato Anthony, che fu anche suo allievo.